# Luca Censoni
Luca Censoni (San Marino, 18 luglio 1996) è un calciatore sammarinese, centrocampista della Tre Fiori e della Nazionale sammarinese.

## Carriera

### Club
Cresciuto nelle giovanili del Rimini, nel 2015 passa ai sammarinesi del Tre Penne con i quali gioca nell'andata del 1º turno di qualificazione alla Champions League 2016-2017, il 28 giugno 2016, perdendo per 2-1 in Galles contro il The New Saints. Conclude la stagione 2016-2017 collezionando in totale solo 4 presenze nei play-off del campionato sammarinese.

### Nazionale
Nel 2012 inizia a giocare nelle Nazionali giovanili di San Marino, collezionando 6 presenze con l'Under-17 tra 2012 e 2014 e 6 con l'Under-19, con la quale disputa le qualificazioni all'Europeo di categoria 2015. Il 9 settembre 2014 debutta in Under-21, perdendo 5-0 sul campo della Finlandia nelle qualificazioni all'Europeo 2015 Viene convocato in Nazionale maggiore per l'amichevole con la Croazia del 4 giugno 2016 e per le gare di qualificazione al Mondiale 2018 dell'8 e 11 ottobre contro Irlanda del Nord e Norvegia, senza però mai scendere in campo.

## Statistiche

### Cronologia presenze e reti in Nazionale
| Cronologia completa delle presenze e delle reti in nazionale ― San Marino | Cronologia completa delle presenze e delle reti in nazionale ― San Marino | Cronologia completa delle presenze e delle reti in nazionale ― San Marino | Cronologia completa delle presenze e delle reti in nazionale ― San Marino | Cronologia completa delle presenze e delle reti in nazionale ― San Marino | Cronologia completa delle presenze e delle reti in nazionale ― San Marino | Cronologia completa delle presenze e delle reti in nazionale ― San Marino | Cronologia completa delle presenze e delle reti in nazionale ― San Marino |
| Data                                                                      | Città                                                                     | In casa                                                                   | Risultato                                                                 | Ospiti                                                                    | Competizione                                                              | Reti                                                                      | Note                                                                      |
| ------------------------------------------------------------------------- | ------------------------------------------------------------------------- | ------------------------------------------------------------------------- | ------------------------------------------------------------------------- | ------------------------------------------------------------------------- | ------------------------------------------------------------------------- | ------------------------------------------------------------------------- | ------------------------------------------------------------------------- |
| 8-6-2019                                                                  | Saransk                                                                   | Russia                                                                    | 9 – 0                                                                     | San Marino                                                                | Qual. Euro 2020                                                           | -                                                                         | 50’                                                                       |
| 11-6-2019                                                                 | Astana                                                                    | Kazakistan                                                                | 4 – 0                                                                     | San Marino                                                                | Qual. Euro 2020                                                           | -                                                                         | 48’                                                                       |
| 13-10-2019                                                                | Glasgow                                                                   | Scozia                                                                    | 6 – 0                                                                     | San Marino                                                                | Qual. Euro 2020                                                           | -                                                                         |                                                                           |
| 19-11-2019                                                                | Serravalle                                                                | San Marino                                                                | 0 – 5                                                                     | Russia                                                                    | Qual. Euro 2020                                                           | -                                                                         | 45+1’                                                                     |
| 9-10-2021                                                                 | Varsavia                                                                  | Polonia                                                                   | 5 – 0                                                                     | San Marino                                                                | Qual. Mondiali 2022                                                       | -                                                                         | 46’                                                                       |
| 12-10-2021                                                                | Serravalle                                                                | San Marino                                                                | 0 – 3                                                                     | Andorra                                                                   | Qual. Mondiali 2022                                                       | -                                                                         | 66’ 68’                                                                   |
| 15-11-2021                                                                | Serravalle                                                                | San Marino                                                                | 0 – 10                                                                    | Inghilterra                                                               | Qual. Mondiali 2022                                                       | -                                                                         | 46’                                                                       |
| 28-3-2022                                                                 | San Pedro del Pinatar                                                     | Capo Verde                                                                | 2 – 0                                                                     | San Marino                                                                | Amichevole                                                                | -                                                                         | 60’ 78’                                                                   |
| 5-6-2022                                                                  | Serravalle                                                                | San Marino                                                                | 0 – 2                                                                     | Malta                                                                     | UEFA Nations League 2022-2023 - 1º turno                                  | -                                                                         | 85’                                                                       |
| 9-6-2022                                                                  | Serravalle                                                                | San Marino                                                                | 0 – 1                                                                     | Islanda                                                                   | Amichevole                                                                | -                                                                         | 46’                                                                       |
| Totale                                                                    |                                                                           | Presenze                                                                  | 10                                                                        |                                                                           | Reti                                                                      | 0                                                                         |                                                                           |

| Cronologia completa delle presenze e delle reti in nazionale ― San Marino under 21 | Cronologia completa delle presenze e delle reti in nazionale ― San Marino under 21 | Cronologia completa delle presenze e delle reti in nazionale ― San Marino under 21 | Cronologia completa delle presenze e delle reti in nazionale ― San Marino under 21 | Cronologia completa delle presenze e delle reti in nazionale ― San Marino under 21 | Cronologia completa delle presenze e delle reti in nazionale ― San Marino under 21 | Cronologia completa delle presenze e delle reti in nazionale ― San Marino under 21 | Cronologia completa delle presenze e delle reti in nazionale ― San Marino under 21 |
| Data                                                                               | Città                                                                              | In casa                                                                            | Risultato                                                                          | Ospiti                                                                             | Competizione                                                                       | Reti                                                                               | Note                                                                               |
| ---------------------------------------------------------------------------------- | ---------------------------------------------------------------------------------- | ---------------------------------------------------------------------------------- | ---------------------------------------------------------------------------------- | ---------------------------------------------------------------------------------- | ---------------------------------------------------------------------------------- | ---------------------------------------------------------------------------------- | ---------------------------------------------------------------------------------- |
| 9-9-2014                                                                           | Mariehamn                                                                          | Finlandia under 21                                                                 | 5 – 0                                                                              | San Marino under 21                                                                | Qual. Europeo Under-21 2015                                                        | -                                                                                  | 77’                                                                                |
| 3-6-2015                                                                           | Serravalle                                                                         | San Marino under 21                                                                | 0 – 3                                                                              | Georgia under 21                                                                   | Qual. Europeo Under-21 2017                                                        | -                                                                                  | 90’                                                                                |
| 7-10-2015                                                                          | Serravalle                                                                         | San Marino under 21                                                                | 0 – 3                                                                              | Croazia under 21                                                                   | Qual. Europeo Under-21 2017                                                        | -                                                                                  | 53’                                                                                |
| 11-11-2015                                                                         | Sebenico                                                                           | Croazia under 21                                                                   | 4 – 0                                                                              | San Marino under 21                                                                | Qual. Europeo Under-21 2017                                                        | -                                                                                  |                                                                                    |
| 15-11-2015                                                                         | Serravalle                                                                         | San Marino under 21                                                                | 1 – 2                                                                              | Estonia under 21                                                                   | Qual. Europeo Under-21 2017                                                        | -                                                                                  |                                                                                    |
| 27-3-2016                                                                          | Serravalle                                                                         | San Marino under 21                                                                | 0 – 2                                                                              | Svezia under 21                                                                    | Qual. Europeo Under-21 2017                                                        | -                                                                                  | 73’                                                                                |
| 1-9-2016                                                                           | Castellón de la Plana                                                              | Spagna under 21                                                                    | 6 – 0                                                                              | San Marino under 21                                                                | Qual. Europeo Under-21 2017                                                        | -                                                                                  |                                                                                    |
| 5-10-2016                                                                          | Serravalle                                                                         | San Marino under 21                                                                | 0 – 3                                                                              | Spagna under 21                                                                    | Qual. Europeo Under-21 2017                                                        | -                                                                                  |                                                                                    |
| 7-6-2017                                                                           | Minsk                                                                              | Bielorussia under 21                                                               | 1 – 0                                                                              | San Marino under 21                                                                | Qual. Europeo Under-21 2019                                                        | -                                                                                  | Cap.                                                                               |
| 13-6-2017                                                                          | Serravalle                                                                         | San Marino under 21                                                                | 0 – 2                                                                              | Moldavia under 21                                                                  | Qual. Europeo Under-21 2019                                                        | -                                                                                  | Cap.                                                                               |
| Totale                                                                             |                                                                                    | Presenze                                                                           | 10                                                                                 |                                                                                    | Reti                                                                               | 0                                                                                  |                                                                                    |